# Dwór (Garbacz)
Dwór – część wsi Garbacz w Polsce, położona w województwie świętokrzyskim, w powiecie ostrowieckim, w gminie Waśniów.
W latach 1975–1998 Dwór administracyjnie należał do województwa kieleckiego.